# Magnolia mayae
Espèce
Statut de conservation UICN

 CR C2a(i); D : 
En danger critique
Magnolia mayae est une espèce de plantes à fleurs de la famille des Magnoliacées. C'est un arbre présent du Mexique au Guatemala.

## Description
C'est un arbre.

## Répartition et habitat
Cette espèce est présente au Mexique et au Guatemala. Elle pousse sur un sol argileux dans la forêt de nuage entre 760 et 1 500 m d'altitude. Les précipitations s'élèvent jusqu'à 5 000 mm par an.